# Juventus Football Club 1956-1957
Questa voce raccoglie le informazioni riguardanti la Juventus Football Club nelle competizioni ufficiali della stagione 1956-1957.

## Stagione
L'annata si aprì il 27 giugno 1956 con il ventiduenne Umberto Agnelli a insediarsi ufficialmente come nuovo presidente del club, dopo la breve reggenza dei mesi precedenti. Sul piano sportivo una squadra bianconera «ancora di transizione», che in estate dovette inoltre affrontare l'improvvisa scomparsa del dirigente nonché storica bandiera Gianpiero Combi, bissò suo malgrado il deludente cammino dell'ultima stagione classificandosi al nono posto nel campionato di Serie A.

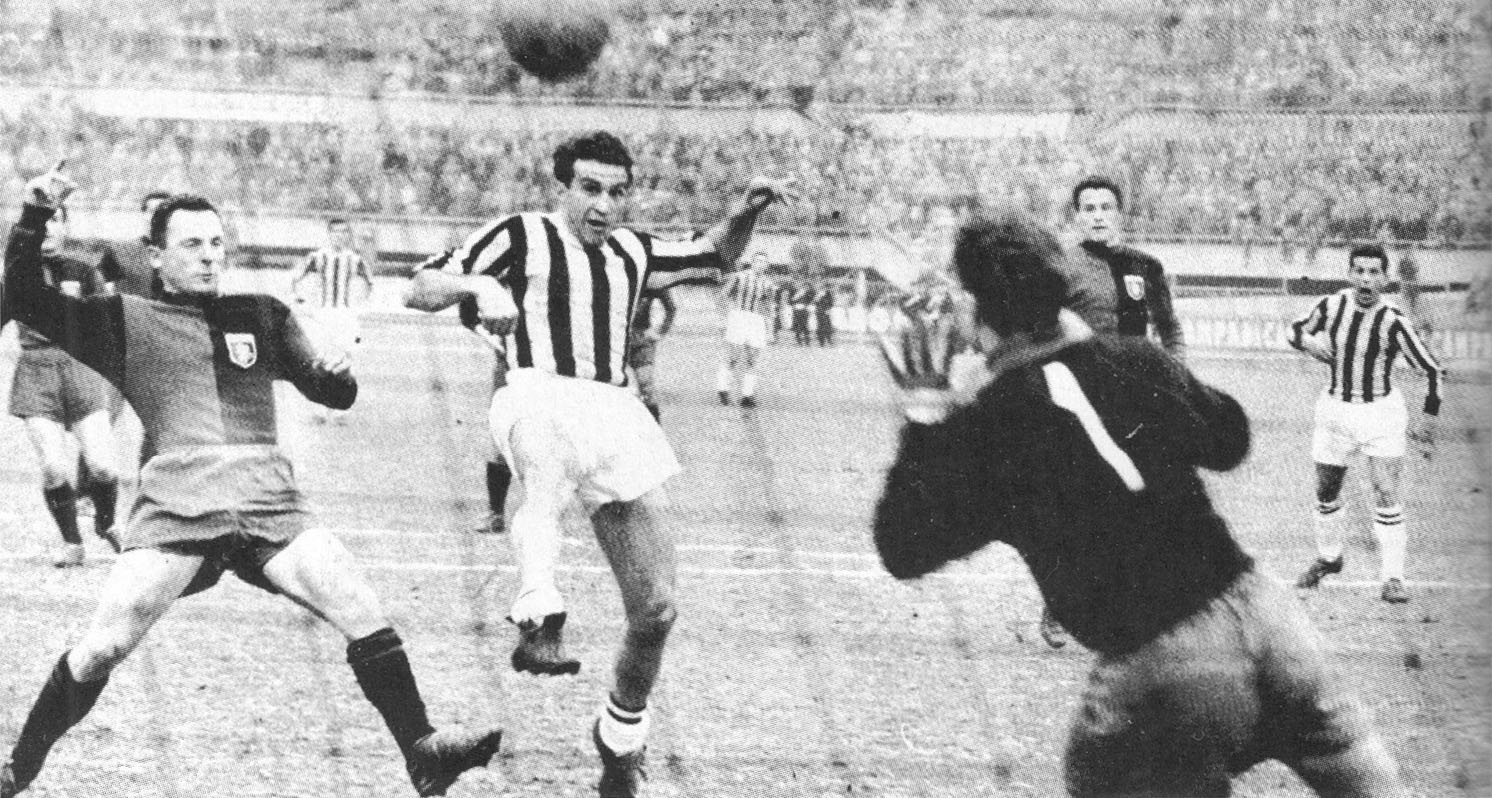
L'argentino Raúl Conti, «l'uomo sbagliato al momento sbagliato» in una Juventus ancora in confusione, bisognosa di leader in campo e nello spogliatoio; il neoacquisto è invece un «tecnico sopraffino con poco mordente, che si ammoscia al primo tackle ruvido dell'avversario».

Ritrovatasi presto staccata dalla vetta e costretta a lottare fianco a fianco contro provinciali come SPAL e Padova, una classifica piuttosto corta portò quest'anno la Juventus persino a rischiare, per la prima volta nella storia del girone unico, la retrocessione in Serie B; l'allenatore Sandro Puppo, per il secondo e ultimo torneo sulla panchina bianconera, non riuscì mai a trovare il bandolo della matassa tanto da venir sollevato dall'incarico dopo la sconfitta della ventottesima giornata sul campo del Bologna, e sostituito per gli ultimi turni dal traghettatore Teobaldo Depetrini il quale uscì quantomeno vincitore dall'ormai scontro-salvezza del 5 maggio 1957 al Comunale contro il Palermo (6-4), sfida in cui seppe lasciare un segno anche l'altrimenti deludente meteora bianconera Raúl Conti.
Lo scampato pericolo fece sì che il Dottore, a campionato concluso, si adoperasse per invertire la rotta, gettando le basi del successivo quadriennio di successi marchiato dalle gesta del Trio Magico.

## Divise
| Casa | Trasferta | 1ª portiere | 2ª portiere |

## Rosa
| N. |                   | Ruolo | Calciatore         |
| -- | ----------------- | ----- | ------------------ |
|    | Italia (bandiera) | P     | Giuseppe Romano    |
|    | Italia (bandiera) | P     | Giuseppe Vavassori |
|    | Italia (bandiera) | P     | Giovanni Viola     |
|    | Italia (bandiera) | D     | Angelo Caroli      |
|    | Italia (bandiera) | D     | Giuseppe Corradi   |
|    | Italia (bandiera) | D     | Bruno Garzena      |
|    | Italia (bandiera) | D     | Enzo Robotti       |
|    | Italia (bandiera) | C     | Piero Aggradi      |
|    | Italia (bandiera) | C     | Umberto Colombo    |
|    | Italia (bandiera) | C     | Flavio Emoli       |
|    | Italia (bandiera) | C     | Antonio Montico    |
|    | Italia (bandiera) | C     | Cesare Nay         |

| N. |                      | Ruolo | Calciatore                     |
| -- | -------------------- | ----- | ------------------------------ |
|    | Italia (bandiera)    | C     | Guglielmo Oppezzo              |
|    | Italia (bandiera)    | A     | Lelio Antoniotti               |
|    | Italia (bandiera)    | A     | Giorgio Bartolini              |
|    | Italia (bandiera)    | A     | Giampiero Boniperti (capitano) |
|    | Argentina (bandiera) | A     | Raúl Conti                     |
|    | Italia (bandiera)    | A     | Carlo Dell'Omodarme            |
|    | Italia (bandiera)    | A     | Secondo Donino                 |
|    | Svezia (bandiera)    | A     | Kurt Hamrin                    |
|    | Italia (bandiera)    | A     | Guerrino Rossi                 |
|    | Italia (bandiera)    | A     | Gino Stacchini                 |
|    | Italia (bandiera)    | A     | Giorgio Stivanello             |
|    | Italia (bandiera)    | A     | Romano Voltolina               |

## Risultati

### Serie A

#### Girone di andata
| Arbitro: | Campanati (Milano) |

|  |           |                                   |
|  | Marcatori | 61’ Donino 68’, 78’ (rig.) Hamrin |

| Arbitro: | Coppa (Mariano Comense) |

|                           |           |  |
| Hamrin 45’ Stivanello 75’ | Marcatori |  |

| Arbitro: | Bernardi (Bologna) |

|           |           |             |
| Macor 18’ | Marcatori | 14’ Colombo |

| Arbitro: | Seipelt |

|                |           |           |
| Antoniotti 49’ | Marcatori | 1’ Ocwirk |

| Arbitro: | Piemonte (Monfalcone) |

|            |           |                   |
| Dorigo 22’ | Marcatori | 16’ (rig.) Hamrin |

| Arbitro: | Perego (Milano) |

|                           |           |                              |
| Antoniotti 28’ Hamrin 79’ | Marcatori | 7’, 73’ Secchi 43’ Menegotti |

| Arbitro: | Righi (Milano) |

|           |           |         |
| Conti 86’ | Marcatori | 7’ Arce |

| Bergamo 18 novembre 1956, ore 14:30 CET 8ª giornata | Atalanta        | 0 – 0 referto | Juventus | Stadio Comunale\| Arbitro: \| Maurelli (Roma) \| |
| Arbitro:                                            | Maurelli (Roma) |               |          |                                                  |

| Arbitro: | Seipelt |

|  |           |              |
|  | Marcatori | 86’ Bredesen |

| Arbitro: | Lo Bello (Siracusa) |

|             |           |               |
| Manente 64’ | Marcatori | 41’ Stacchini |

| Arbitro: | Campanati (Milano) |

|                                        |           |            |
| Boniperti 25’, 65’ Bonifaci 75’ (aut.) | Marcatori | 86’ Pozzan |

| Arbitro: | Bernardi (Bologna) |

|             |           |                       |
| Vinício 20’ | Marcatori | 12’ Montico 85’ Conti |

| Arbitro: | Grillo (Napoli) |

|  |           |                     |
|  | Marcatori | 28’, 88’ Stivanello |

| Arbitro: | Piemonte (Monfalcone) |

|             |           |                   |
| Colombo 73’ | Marcatori | 39’, 40’ Da Costa |

| Torino 13 gennaio 1957, ore 14:30 CET 15ª giornata | Juventus          | 0 – 0 referto | Padova | Stadio Comunale\| Arbitro: \| Grignani (Milano) \| |
| Arbitro:                                           | Grignani (Milano) |               |        |                                                    |

| Arbitro: | Kainer |

|                                       |           |  |
| Petris 54’ Olivieri 63’ Brighenti 84’ | Marcatori |  |

| Arbitro: | Orlandini (Roma) |

|               |           |                    |
| Boniperti 13’ | Marcatori | 78’ (rig.) Cervato |

#### Girone di ritorno
| Arbitro: | Marchese (Frattamaggiore) |

|                                                    |           |                                   |
| Stivanello 35’ Montico 50’ (rig.) Conti 67’ (rig.) | Marcatori | 4’ Tozzi 19’ Moltrasio 73’ Vivolo |

| Arbitro: | Perego (Milano) |

|                                         |           |                |
| Broccini 32’ Sandell 42’ Di Giacomo 84’ | Marcatori | 43’ Stivanello |

| Arbitro: | Orlandini (Roma) |

|                          |           |  |
| Conti 33’ Stivanello 88’ | Marcatori |  |

| Arbitro: | Campanati (Milano) |

|                     |           |                    |
| Vicini 2’ Meroi 29’ | Marcatori | 24’ (rig.) Montico |

| Arbitro: | Lo Bello (Siracusa) |

|                                                                  |           |                    |
| Colombo 12’ Conti 64’ Oppezzo 69’ Montico 73’ Robotti 89’ (rig.) | Marcatori | 49’ (rig.) Rebizzi |

| Arbitro: | Moriconi (Roma) |

|                                        |           |  |
| Frignani 38’ Pantaleoni 53’ Secchi 54’ | Marcatori |  |

| Arbitro: | Bernardi (Bologna) |

|                                        |           |                    |
| Armano 18’ Jeppson 31’, 86’ Tacchi 54’ | Marcatori | 87’ (rig.) Montico |

| Arbitro: | Rigato (Mestre) |

|                                |           |                                 |
| Montico 14’ (rig.), 49’ (rig.) | Marcatori | 67’ (rig.) Bassetto 88’ Corsini |

| Arbitro: | Maurelli (Roma) |

|                                                           |           |           |
| Nay 27’ (aut.) Galli 50’ Bredesen 53’ Liedholm 62’ (rig.) | Marcatori | 79’ Conti |

| Arbitro: | Moriconi (Roma) |

|  |           |              |
|  | Marcatori | 84’ Lojacono |

| Arbitro: | Roman |

|                    |           |  |
| Robotti 83’ (aut.) | Marcatori |  |

| Arbitro: | Fauquemberghe |

|            |           |  |
| Hamrin 87’ | Marcatori |  |

| Arbitro: | Piemonte (Monfalcone) |

|                                                                    |           |                                          |
| Corradi 26’ Hamrin 27’ Boniperti 32’ Conti 55’ Stivanello 57’, 88’ | Marcatori | 19’ Vernazza 33’, 70’ Sandri 76’ Maselli |

| Arbitro: | Guarnaschelli (Pavia) |

|                         |           |                                    |
| Da Costa 2’ Nordahl 31’ | Marcatori | 15’ Colombo 60’ Montico 68’ Hamrin |

| Arbitro: | Marchetti (Milano) |

|                              |           |             |
| B. Nicolè 61’ Bonistalli 75’ | Marcatori | 81’ Colombo |

| Arbitro: | Orlandini (Roma) |

|                                             |           |                             |
| Montico 35’ Colombo 37’ Stivanello 55’, 81’ | Marcatori | 34’, 75’ Mazzero 84’ Petris |

| Arbitro: | Caputo (Napoli) |

|                          |           |                                   |
| Bizzarri 77’ Virgili 90’ | Marcatori | 71’ Stivanello 88’ (rig.) Montico |